# Sainte-Angèle-de-Prémont
Pour les articles homonymes, voir Sainte Angèle.
Sainte-Angèle-de-Prémont est une municipalité du Québec (Canada) située dans la municipalité régionale de comté de Maskinongé et la région administrative de la Mauricie. Elle est nommée en l'honneur d'Angèle Mérici; le nom Prémont rappelle que la municipalité est située au pied des Laurentides.

## Histoire

### Chronologie municipale
- 8 août 1917 : La municipalité de paroisse de Sainte-Angèle est constituée en se détachant de Saint-Léon-le-Grand.
- 1987 : Sainte-Angèle change son nom pour municipalité de Sainte-Angèle-de-Prémont[1].

## Démographie
| 1996 | 2001 | 2006 | 2011 | 2016 | 2021 |
| ---- | ---- | ---- | ---- | ---- | ---- |
| 637  | 631  | 663  | 647  | 596  | 631  |

## Administration
Les élections municipales se font en bloc pour le maire et les six conseillers.
| Sainte-Angèle-de-Prémont Maires depuis 2005                                                                          |                  |                 |          |
| Élection | Maire            | Qualité         | Résultat |
| 2005 | Barbara Paillé   |                 | Voir     |
| 2009 | Barbara Paillé   | Voir            |          |
| 2013 | Barbara Paillé   | Voir            |          |
| 2017 | Barbara Paillé   | Voir            |          |
| 2021 | Julie Bibeau     |                 | Voir     |
| juin 2022 | Denis Bergeron   | Maire suppléant | Voir     |
| mars 2023 | Michel Pelletier |                 | Voir     |
| Élection partielle en italique Depuis 2005, les élections sont simultanées dans toutes les municipalités québécoises |                  |                 |          |